# Live (Blondie)
Live è un album dal vivo del gruppo musicale statunitense Blondie, pubblicato nel 1999 negli Stati Uniti e nel 2000 nel Regno Unito. 

## Tracce
1. Dreaming
2. Hanging on the Telephone
3. Screaming Skin
4. Atomic
5. Forgive and Forget
6. The Tide Is High
7. Shayla
8. Sunday Girl
9. Maria
10. Call Me
11. Under the Gun
12. Rapture
13. Rip Her to Shreds
14. X Offender
15. No Exit
16. Heart of Glass
17. One Way or Another

## Formazione

### Gruppo
- Deborah Harry - voce
- Chris Stein - chitarra
- Jimmy Destri - tastiere
- Clem Burke - batteria

### Altri musicisti
- Paul Carbonara - chitarra
- Leigh Foxx - basso